# 潘瑞炽
潘瑞炽（1923年5月—2012年4月1日），男，广东顺德人，中国植物生理学家、教育家，华南师范大学教授。

## 生平
1949年，潘瑞炽在浙江大学研究院，以生物研究所硕士毕业。1958年和1979年两次受教育部委托，主编大学教材《植物生理学》（1988年获国家教委高校优秀教材一等奖）。1986年，被国务院学位委员会批准为植物生理学博士生导师。